# Igor Liba
 (signalé en août 2025).
Si vous disposez d'ouvrages ou d'articles de référence ou si vous connaissez des sites web de qualité traitant du thème abordé ici, merci de compléter l'article en donnant les références utiles à sa vérifiabilité et en les liant à la section « Notes et références ».
- Archive Wikiwix
- Bing
- Cairn
- DuckDuckGo
- E. Universalis
- Gallica
- Google
- G. Books
- G. News
- G. Scholar
- Persée
- Qwant
- (zh) Baidu
- (ru) Yandex
- (wd) trouver des œuvres sur Wikidata

Temple de la renommée de l'IIHF : 2024
Temple de la renommée slovaque : 2005
Igor Liba (né le 4 novembre 1960 à Prešov en Tchécoslovaquie) est un joueur de professionnel slovaque de hockey sur glace devenu entraîneur. Il joue au poste d'ailier gauche de 1981 à 2003.

## Carrière en club
Liba porta en carrière de nombreux uniformes et voyagea beaucoup. Il débuta avec le club de sa ville natale de ZPA Prešov de 1970 à 1978; il prit cette année-là le chemin du HC Košice du Championnat de Tchécoslovaquie de hockey sur glace, avant d'être transféré au HC Dukla Jihlava pour 1982-83.
Les Flames de Calgary le repêchent au 5e tour du repêchage d'entrée dans la LNH 1983 ; il ne traverse cependant pas tout de suite l'Atlantique, retournant au HC Košice en 1984 jusqu'en 1988, année où il fait le grand saut dans la Ligue nationale de hockey.
Il ne jouera qu'une seule saison en Amérique du Nord, portant les couleurs des Rangers de New York et des Kings de Los Angeles, ayant même l'honneur de jouer sur la même ligne que Wayne Gretzky avec ces derniers.
Il retourna pour la saison suivante au HC Košice ; il passa la saison 1990-91 avec le HC Bienne de la LNA Suisse et le HC Košice, puis la saison 1991-92 entre ce même club et le HC Fiemme Cavalese de la Série A d'Italie. Il passe les saisons suivantes avec le TuTo Turku en Finlande, le HC Zeltweg en Autriche, le HK VTJ Spišská Nová Ves, le HK VTJ Trebišov et le HK Dragon Prešov, tous trois de Slovaquie, en plus de deux passages supplémentaires avec le HC Košice. Il accrocha ses patins en 2003.

## Carrière internationale
Liba remporta la médaille d'argent aux Jeux olympiques d'hiver de 1984 à Sarajevo, de même que celle de bronze aux Jeux olympiques d'hiver de 1992 d'Albertville avec l'Équipe de Tchécoslovaquie de hockey sur glace. Il fut intronisé au Temple de la renommée du hockey slovaque en 2005.